# Sven Grossegger
Sven Grossegger, né le 17 novembre 1987 à Saalfelden, est un biathlète autrichien.

## Carrière
Il commence sa carrière dans le club local HSV Saafelden, qui est géré par ses parents Reinhard et Andrea Grossegger, ancienne biathlète internationale.
Médaillé d'argent aux Championnats du monde jeunesse 2006 en relais, il fait ses débuts en Coupe du monde en 2008 à Hochfilzen. Il marque des points à partir de la saison 2010-2011. Au début de la saison 2011-2012, il obtient son premier top 10 avec une dixième place au sprint d'Östersund.
En février 2015, il obtient son premier podium en Coupe du monde dans un relais disputé à Oslo. En janvier 2016, il signe son meilleur résultat individuel avec une cinquième place au sprint de Ruhpolding. Cependant, il est relégué dans l'IBU Cup, le niveau inférieur, lors des saisons suivantes.

## Palmarès

### Championnats du monde
| Épreuve / Édition          | Individuel | Sprint | Poursuite | Départ en ligne | Relais | Relais mixte |
| Mondiaux 2015 Kontiolahti  | 29e        | —      | —         | —               | 5e     | 5e           |
| Mondiaux 2016 Holmenkollen | —          | 51e    | 48e       | —               | 4e     | —            |

Légende :
- — : pas de participation à l'épreuve.

### Coupe du monde
- Meilleur classement général : 36e en 2016.
- Meilleur classement individuel : 5e.
- 2 podiums en relais : 2 troisièmes places.

#### Différents classements en Coupe du monde
| Année     | Classement général final | Sprint | Poursuite | Individuel | Mass start |
| 2010-2011 | 100e                     | 92e    | -         | -          | -          |
| 2011-2012 | 57e                      | 47e    | 81e       | 60e        | -          |
| 2013-2014 | 102e                     | -      | 79e       | -          | -          |
| 2014-2015 | 57e                      | 62e    | 37e       | 52e        | -          |
| 2015-2016 | 36e                      | 30e    | 38e       | -          | 30e        |

### Championnats du monde junior
- Médaille d'argent du relais en 2006 (jeune).

### Championnats d'Europe junior
- Médaille d'argent du relais en 2007 et 2008.

### IBU Cup
- 5 podiums individuels, dont 1 victoire.